# Muscolo elevatore della scapola
Nell'anatomia umana il muscolo elevatore della scapola  è un muscolo del dorso.

## Anatomia

posizione del muscolo elevatore della scapola (in rosso)

Di forma allungata e sottile viene coperto parzialmente dal muscolo sternocleidomastoideo. Prende origine dai processi trasversi delle prime quattro vertebre cervicali e si va ad inserire sull'angolo superiore della scapola. È innervato dai rami laterali del plesso cervicale, e dal nervo scapolare dorsale, ramo del plesso brachiale.

## Azione
Con la sua contrazione solleva e ruota internamente la scapola dal busto.